# Pedro de Agurto
Pedro de Agurto, OSA (1544 – 15 de outubro de 1608) foi o primeiro Bispo da Diocese Católica Romana de Cebu (1595–1608).

## Biografia
Pedro de Agurto foi ordenado sacerdote na Ordem de Santo Agostinho. A 30 de agosto de 1595, o Papa Clemente VIII nomeou-o Bispo de Cebu. Foi consagrado bispo no dia 3 de agosto de 1597, na Igreja de Santo Agostinho na Cidade do México, por Diego de Romano y Govea (Vitoria), bispo de Tlaxcala.